# Guerra de Titanes (2014)
Guerra de titanes 2014 fue la decimoctava edición de Guerra de Titanes, un evento pago por visión de lucha libre profesional producido por Asistencia Asesoría y Administración. Tuvo lugar el 7 de diciembre de 2014 desde el Auditorio Benito Juárez en Zapopan, Jalisco.

## Resultados
- Dinastía derrotó a Mini Charly Manson, reteniendo el Campeonato Mundial de Mini-Estrella de AAA.
  - Dinastía cubrió a Manson después de un «Spanish Fly».
- Taya Valkyrie y Sexy Star derrotaron a Faby Apache e Ivelisse Vélez.
  - Star cubrió a Faby después de un «Swaint».
- Los Perros del Mal (Joe Líder y Pentagón Jr.) derrotaron a Los Güeros del Cielo (Angélico y Jack Evans) (c) y a Fénix y Myzteziz, ganando el Campeonato Mundial en Parejas de la AAA.
  - Pentagón cubrió a Evans después de un «Piledriver» de Pentagón Jr. y un «Suplex» de Joe Líder.
- Los Psycho Circus (Psycho Clown, Monster Clown y Murder Clown) (c) derrotaron a Los Hell Brothers (Cibernético, Chessman y Averno), reteniendo el Campeonato Mundial de Tríos de la AAA.
  - Murder Clown cubrió a Chessman después de un «Murder Splash».
- Aero Star (con Niño Hamburguesa) derrotó a Súper Fly (con El Hijo del Fantasma) en un Máscara vs Máscara Match.
  - Aero Star cubrió a Fly después de un «Shooting Star Press».
  - Al inicio de la lucha, El Hijo del Tirantes iba a ser el árbitro principal de la lucha pero por decisión de Joaquín Roldán y Aero Star, el Hijo del Tirantes fue expulsado y reemplazado por Piero.
  - Durante la lucha, Niño Hamburguesa y el Hijo del Fantasma intervinieron a favor de sus respectivos compañeros.
  - Después de la lucha, Súper Fly reveló su identidad después de quitarse su máscara.
  - La identidad de Súper Fly era: el luchador se llama Erick Aguilar Muñoz y su lugar de origen es Puebla, Puebla.
- El Patrón Alberto derrotó a El Texano Jr (c), ganando el Megacampeonato de AAA.
  - Alberto forzó a Texano a rendirse con un «Cross Armbreaker».
  - Después de la lucha, Joaquín Roldán y todo el roster de AAA celebraron con Alberto.

- Datos: Q19904149